# Louis de Canossa
Louis de Canossa, né v. 1475 à Vérone et mort en 1532 dans la même ville, est un évêque italo-français  du XVIe siècle.

## Biographie
Louis de Canossa naît vers 1475, à Vérone. Il est fils de Barthélemi, comte de Canossa, de la famille Canossa de Vérone.
Le pape Jules II l'emploie dans diverses négociations, et le fait en 1512 abbé de l'abbaye de Saint-André-du-Bois et de Sainte-Apollinaire de Canossa, en Lombardie. Légat en France auprès de Louis XII, Louis de Canossa est confirmé dans ces fonctions par le pape Léon X qui le préconise en 1515  évêque de Tricarico, dans le royaume de Naples, suffragant de l'archevêché d'Acerenza et Matera. 
Il est responsable de la négociation du mariage de Louis XII avec   Marie Tudor, et la conclusion de la paix entre ce prince et la cour de Rome. La faveur du roi de France lui fait obtenir l'évêché de Bayeux en 1516. Il prêta serment à l'Église de Rouen le 22 juillet 1517 et prit possession de son siège épiscopal le 25 décembre suivant.
En 1523, il fit imprimer une nouvelle édition du rituel et du catéchisme. Il prie en  1516 Érasme de venir se fixer à Bayeux, s'obligeant à lui servir une pension de 200 ducats, à lui entretenir un valet et à lui nourrir deux chevaux dans ses écuries. Érasme refuse ces offres généreuses pour rester au service du roi catholique.
François Ier le charge en 1526, d'une mission auprès de la république de Venise. Dès qu'il s'en est acquitté Louis de Canossa alla se fixer à Vérone, sa patrie, et se démet en 1531 de son évêché en échange duquel le roi le nomma abbé commendataire de Ferrières